# Trác
Trác là một họ của người châu Á. Họ này có mặt ở Trung Quốc (chữ Hán: 卓, Bính âm: Zhuo) và Triều Tiên (Hangul: 탁, Romaja quốc ngữ: Tak) và cả Việt Nam.

## Người Trung Quốc họ Trác nổi tiếng
- Trác Văn Quân, nữ thi sĩ thời Tây Hán, bạn tâm giao của Tư Mã Tương Như
- Trác Lâm, phu nhân của Đặng Tiểu Bình
- Trác Vận Chi, nữ nghệ sĩ Hồng Kông
- Trác Vinh Thái, chính trị gia Đài Loan
- Trác Y Đình, nữ nghệ sĩ Đài Loan